# Tamopsis trionix
Tamopsis trionix är en spindelart som beskrevs av Baehr 1987. Tamopsis trionix ingår i släktet Tamopsis och familjen Hersiliidae.
Artens utbredningsområde är Queensland. Inga underarter finns listade i Catalogue of Life.